# Крстић
Крстић је назив за огрлицу која на себи има часни крст или распеће. Најчешће га носе хришћани, којима он служи као амајлија или начин за исказивање преданости хришћанској вери. Традиционално се купују у црквама и сличним верским институцијама или се добијају на поклон током важних дана као што су крштење и помазање (хризма, света потврда), али се могу купити и у продавницама накита.
Многи хришћани носе крстић(е) верујући да ће тиме бити заштићени од зла. Сем због тога, а посебно они позлаћени, носе се као модни детаљ. Припадници неких деноминација, као што је Руска православна црква, подстакнути су да их стално носе. Исти је случај и са припадницима Католичке цркве, али и других хришћанских цркава.
Припадници Етиопске оријентално-православне цркве своје крстиће могу да носе окачене о матаб (matäb), свилени канап. Матаб се деци ставља око врата током крштења, а од њих се очекује да га носе све време. Жене на канап често окаче крстић или други додатак, али то није неопходно. Високи епископи и бискупи свих деноминација око врата носе напрсни крст. Као и религија уопштено, ношење крстића било је забрањено у атеистичкој држави Албанији.
Сем албанске историјске и скупо кажњиве, познато је и неколико случајева савремене забране ношења ове верске огрлице. Између осталих, запажени су случајеви медицинске сестре Ширли Чаплин и стјуардесе Бритиш ервејза Надије Евајде, којима је наређено да на радно место не доносе своје крстиће. Као одговор, оне су своје случајеве проследиле Европском суду за људска права. Оба случаја су разрешена у корист подносилаца.

## Галерија
- Уопштени хришћански крст
- Уопштени православни крст
- Српски православни крст
- Уопштени православни-византијски крст (Крсташки-Острошки крст)
- Српско-византијски православни крст
- Руски православни крст, који користе и православни срби